# Krutiec (rejon konakowski)
Krutiec (ros. Крутец) – wieś (dieriewnia) w Rosji, w obwodzie twerskim, w rejonie konakowskim. W 2010 liczyła 108 mieszkańców.